# Новые Новосёлки (Гомельская область)
Новые Новосёлки (бел.  Новыя Навасёлкі ) — деревня в Капличском сельсовете Калинковичского района Гомельской области Беларуси.

## География

### Расположение
В 25 км на север от Калинкович, 18 км от железнодорожной станции Холодники (на линии Жлобин — Калинковичи), 149 км от Гомеля.

### Гидрография
На юге и востоке мелиоративные каналы, соединённые с рекой Ипа (приток реки Припять).

## Транспортная сеть
Транспортные связи по просёлочной, затем автомобильной дороге Калинковичи — Бобруйск. Планировка состоит из прямолинейной улицы, близкой к меридиональной ориентации и застроенной двусторонне деревянными домами усадебного типа.

## История
Основана в начале 1920-х годов переселенцами из соседних деревень, преимущественно из деревни Новосёлки, на бывших помещичьих землях. В 1931 году жители вступили в колхоз. Согласно переписи 1959 года в составе совхоза «Капличи» (центр — деревня Капличи), располагались начальная школа.

## Население

### Численность
- 2004 год — 71 хозяйство, 154 жителя.

### Динамика
- 1959 год — 367 жителей (согласно переписи).
- 2004 год — 71 хозяйство, 154 жителя.